# 恭阿拉
恭阿拉（穆麟德轉寫：gūnggala，1753年—1812年），原名恭照，滿洲鑲黃旗，清朝外戚、大臣，工部尚書。
乾隆三十六年（1771年），袭佐领。嘉庆二年（1797年），其女钮祜禄氏受封为皇贵妃，日后成为嘉庆帝的第二任皇后。嘉庆四年（1799年），封一等承恩侯。嘉庆九年（1804年），任禮部尚書兼管太常寺鴻臚寺樂部事務，十二月因病奏請開缺，奉旨派禦醫珍視，並屢命乾清門侍衛看視。是月初十日蒙特恩晉封三等承恩公爵，賞賜福字等件，頻荷遣問止未獲痊癒。。嘉慶十五年（1810年）九月壬戌，接替馬慧裕，擔任清朝工部尚書，后改兵部尚書。由吉綸接任。
嘉庆十七年（1812年），恭阿拉逝世。追贈太子太保，諡勤愨。

## 家庭
- 妻子，葉赫那拉氏，正白旗滿洲一等男爵白明之女
- 儿子，寧武泰
- 儿子，和世泰
- 儿子，吉倫泰
- 长女，孝和睿皇后[2]，嘉庆帝第二任皇后
- 女儿，肃亲王永錫次子不入八分辅国公敬叙嫡妻